# Flourensia suffrutescens
Flourensia suffrutescens là một loài thực vật có hoa trong họ Cúc. Loài này được (R.E.Fr.) S.F.Blake mô tả khoa học đầu tiên năm 1913.